# Списак основних школа у Рашком округу
Овде се налази списак државних основних школа у Рашком управном округу.

## Град Краљево
| Основна школа            | Адреса                    | Година оснивања | Ранији назив |
| ------------------------ | ------------------------- | --------------- | ------------ |
| ОШ Браћа Вилотијевић     | Јована Дерока бб          |                 |              |
| ОШ Вук Караџић           | Излетничка 1              |                 |              |
| ОШ Свети Сава            | Змај Јовина бб            |                 |              |
| ОШ Драган Ђоковић Уча    | Лађевци бб                |                 |              |
| ОШ Јово Курсула          | Доситејева 13             |                 |              |
| ОШ Милун Ивановић        | Милуна Ивановића бб, Ушће |                 |              |
| ОШ IV краљевачки батаљон | Олге Јовичић бб           |                 |              |
| ОШ Доситеј Обрадовић     | Врба 2, Врба              |                 |              |

## Град Нови Пазар
| Основна школа           | Адреса                       | Година оснивања | Ранији назив |
| ----------------------- | ---------------------------- | --------------- | ------------ |
| ОШ Братство             | Гојка Бачанина 5             |                 |              |
| ОШ Вук Караџић          | Генерала Живковића бб        |                 |              |
| ОШ Десанка Максимовић   | Цетињска 1                   |                 |              |
| ОШ Јован Јовановић Змај | Вука Караџића бб             |                 |              |
| ОШ Јошаница             | Лукаре бб                    |                 |              |
| ОШ Рифат Бурџовић Тршо  | Ослобођења 10                |                 |              |
| ОШ Стефан Немања        | Кеј 37. Санџачке дивизије бб |                 |              |
| ОШ Авдо Међедовић       | Дубровачка 40                |                 |              |
| ОШ „Мур” Мур            | Мур бб                       |                 |              |
| ОШ Ћамил Сијарић        | Руђера Бошковића бб          |                 |              |
| ОШ Меша Селимовић       | Стевана Немање бб            |                 |              |

## Општина Врњачка Бања
| Основна школа     | Адреса            | Година оснивања | Ранији назив |
| ----------------- | ----------------- | --------------- | ------------ |
| ОШ Попински борци | Хероја Маричића 1 |                 |              |

## Општина Рашка
| Основна школа   | Адреса                 | Година оснивања | Ранији назив |
| --------------- | ---------------------- | --------------- | ------------ |
| ОШ Јосиф Панчић | Бошка Бухе бб, Баљевац |                 |              |
| ОШ Сутјеска     | 27. новембар бб, Супње |                 |              |

## Општина Тутин
| Основна школа          | Адреса             | Година оснивања | Ранији назив |
| ---------------------- | ------------------ | --------------- | ------------ |
| ОШ Алекса Ђилас Бећо   | Источни Мојстир бб |                 |              |
| ОШ Рифат Бурџовић Тршо | Његошева 1         |                 |              |
| ОШ 25. мај             | Делимеђе бб        |                 |              |
| ОШ Меша Селимовић      | Рибариће бб        |                 |              |
| ОШ др Ибрахим Бакић    | Лескова бб         |                 |              |
| ОШ Вук Караџић         | Кулина Бана бб     |                 |              |